# Qanātghestān
Qanātghestān (persiska: قناتغستان, Qalāt Ghestān, Kanakistān, Qanāt-e-Ghestan) är en ort i Iran.   Den ligger i provinsen Kerman, i den sydöstra delen av landet, 800 km sydost om huvudstaden Teheran. Qanātghestān ligger 1 849 meter över havet och antalet invånare är 902.
Terrängen runt Qanātghestān är platt norrut, men söderut är den kuperad.Runt Qanātghestān är det glesbefolkat, med 13 invånare per kvadratkilometer. Närmaste större samhälle är Māhān, 5,9 km öster om Qanātghestān. Trakten runt Qanātghestān är ofruktbar med lite eller ingen växtlighet.